# 저, 운명의 사람입니다
《저, 운명의 사람입니다》(일본어: ボク、運命の人です。 보쿠 운메이노히토데스[*]는 일본의 텔레비전 드라마이다. 2017년 4월 15일부터 6월 17일까지 NTV에서 매주 토요일 22:00 - 22:54 방송된 연속 드라마이다. 주연은 카메나시 카즈야.

## 작품 개요
- 주인공 마사키 마코토가 주인공의 코게츠 하루코에게 차이면서도 그녀를 운명의 사람이라고 믿고 자칭 신이라고 자칭하는 수수께끼의 남자의 조언을 받으면서 고백을 계속해 나가는 로맨스 코미디 드라마.
- NTV계 '토요 드라마' 시간대가 21시대부터 22시대에 옮겨지면서 방송되는 제1탄 작품[1] 카메나시 및 야마시타 토모히사는 같은 토요일 드라마 시간대였던 "노부타를 프로듀스 이후 약 12년만의 유닛 카메와 야마P(슈지와 아키라을 참조)을 결성하고 주제가를 담당하고 있다.[1]이 드라마의 엔딩은 이 곡에 맞춰 카메나시와 야마시타, 키무라 후미노 3명이 "보쿠운 댄스"를 선보인다.[2].

## 등장 인물

### 주요 인물
- 마사키 마코토 - 카메나시 카즈야 (29)
- 코게츠 하루코 - 키무라 후미노 (29)
- 사다오카 미츠쿠니 - 미츠시마 신노스케 (29)
- 요츠야 산케이 - 아라이 나나오 (29)
- 카츠라기 카즈오 - 사와베 유우 (30)
- 하토자키 스미레 - 와타나베 에리코 (48)
- 우쿠모리 미도리 - 오카노 마야 (24)
- 세키하라 타쿠 - 오오쿠라 코지 (42)
- 소노다 스고로쿠 - 무라스기 세미노스케
- 코게츠 요시에 - 이시노 마코 (54)
- 카라스다 쇼키치 - 다나베 세이치 (49)
- 코게츠 다이치 - 스기모토 텟타 (55)
- 마사키 이치로 / 수수께끼의 남자 - 야마시타 토모히사
- 토미타 - 아카츠

### 게스트
- 다이칸 야마제키 - HIRO (제5화)
- 쿠니에다 세츠로' - 카토 료 (제8화)
- 나카자와 - 와타나베 테츠 (제8화)
- 후지오카 에미 - 요시이 레이 (제9·10화)

## 제작진
- 각본：카네코 시게키
- 치프 프로듀서 : 니시노리 히코
- 프로듀서：후쿠이 유타, 시모야마 준(닛카츠)
- 연출：사쿠마 노리요시, 코무로 나오코, 이노마타 류이치, 다카하시 토모히로
- 음악：하야시 유키
- 주제가 : 카메와 야마P - 《등너머의 찬스》
- 제작 프로덕션：닛카츠
- 제작 저작：NTV

## 방송 회차 및 시청률
| 각 화                                     | 방송일          | 부제(원어)                               | 부제(풀이)                                      | 연출              | 시청률 |
| ----------------------------------------- | --------------- | ---------------------------------------- | ----------------------------------------------- | ----------------- | ------ |
| 제1화                                     | 2017년 4월 15일 | 壁越しの運命。見知らぬ二人、奇跡の恋開幕 | 벽을 넘어선 운명. 낯선 두 사람 기적의 사랑 개막 | 시사쿠마 노리요시 | 12.0%  |
| 제2화                                     | 2017년 4월 22일 | 恋のライバル急接近 勝利の為に金稼げ!?    | 사랑의 라이벌 급 접근 승리를 위해 돈 벌!?       | 시사쿠마 노리요시 | 9.6%   |
| 제3화                                     | 2017년 4월 29일 | 恋敵がプロポーズ!? 奇跡呼ぶ魔法の音楽    | 공포의 문화제                                   | 코무로 나오코     | 9.2%   |
| 제4화                                     | 2017년 5월 6일  | 恋のニンジン大作戦 成功率0%の告白!?      | 사랑의 당근 대작전 성공률 0 %의 고백!?          | 사쿠마 노리요시   | 9.8%   |
| 제5화                                     | 2017년 5월 13일 | まさかの急接近! 初デート&初〇〇…?        | 설마 급 접근! 첫 데이트 & 첫 〇〇 ...?          | 코무로 나오코     | 9.1%   |
| 제6화                                     | 2017년 5월 20일 | 二人きりの部屋。涙する彼女。彼の決断     | 둘만의 방. 우는 그녀. 그의 결정                 | 사쿠마 노리요시   | 9.5%   |
| 제7화                                     | 2017년 5월 27일 | 起こせサプライズ! 奇跡の指輪の渡し方     | 일어나 깜짝! 기적의 반지를 전달하는 방식        | 이노마타 류이치   | 8.6%   |
| 제8화                                     | 2017년 6월 3일  | 彼女の父が大激怒!? 目指せ結婚逆王手!     | 그녀의 아버지가 대격노!? 노려라 결혼 반대 장군! | 다카하시 토모히로 | 8.2%   |
| 제9화                                     | 2017년 6월 10일 | さよなら神様…。僕と彼女の最終試験        | 안녕 신이시여 .... 나와 그녀의 마지막 시험      | 이노마타 류이치   | 9.2%   |
| 최종화                                    | 2017년 6월 17일 | 全ての奇跡はこの日の為に! 運命の結末     | 모든 기적은 이날을 위해! 운명의 결말            | 사쿠마 노리요시   | 9.7%   |
| 평균 시청률: 9.5%                         |                 |                                          |                                                 |                   |        |
| (시청률은 간토 지방·비디오 리서치사 조사) |                 |                                          |                                                 |                   |        |